# Big Energy
Big Energy è un singolo della rapper statunitense Latto, pubblicato il 24 settembre 2021 come primo estratto dal secondo album in studio 777.

## Descrizione
Il brano utilizza elementi composizionali di Genius of Love, canzone dei Tom Tom Club del 1981 tra le più campionate nella musica R&B e hip hop.
Il 28 marzo 2022 è stato reso disponibile il remix del brano realizzato in collaborazione con la cantante Mariah Carey e con la partecipazione del rapper DJ Khaled; nei suoi versi Carey interpola la melodia della sua canzone Fantasy del 1995, che a sua volta campionava anch'essa Genius of Love.

## Promozione
Latto ha esibito dal vivo Big Energy per la prima volta agli MTV Video Music Awards 2021.

## Video musicale
Il video musicale è stato diretto da Arrad ed è stato pubblicato su YouTube in concomitanza con l'uscita del singolo.

## Tracce
Testi e musiche di Alyssa Stephens, Lukasz Gottwald, Asia Smith, Adrian Belew, Christopher Frantz, Jaucquez Lowe, Randall Hammers, Steven Stanley, Theron Thomas, Tina Weymouth e Vaughn Oliver.
Download digitale
1. Big Energy – 2:54

Download digitale – Remix
1. Big Energy (con Mariah Carey feat. DJ Khaled) (Remix) – 3:02

## Successo commerciale
Nella pubblicazione del 9 aprile 2022 Big Energy è arrivata al 3º posto della Billboard Hot 100 statunitense con 12 900 copie digitali, 52,7 milioni di ascolti radiofonici e 9,5 milioni di stream, divenendo la prima top ten di Latto.

## Classifiche

### Classifiche settimanali
| Classifica (2022) | Posizione massima |
| ----------------- | ----------------- |
| Australia         | 6                 |
| Canada            | 9                 |
| Irlanda           | 20                |
| Nuova Zelanda     | 12                |
| Regno Unito       | 21                |
| Stati Uniti       | 3                 |

### Classifiche di fine anno
| Classifica (2022) | Posizione |
| ----------------- | --------- |
| Australia         | 20        |
| Canada            | 17        |
| Nuova Zelanda     | 24        |
| Stati Uniti       | 7         |